# Canthare (vase)
Pour les articles homonymes, voir Canthare.

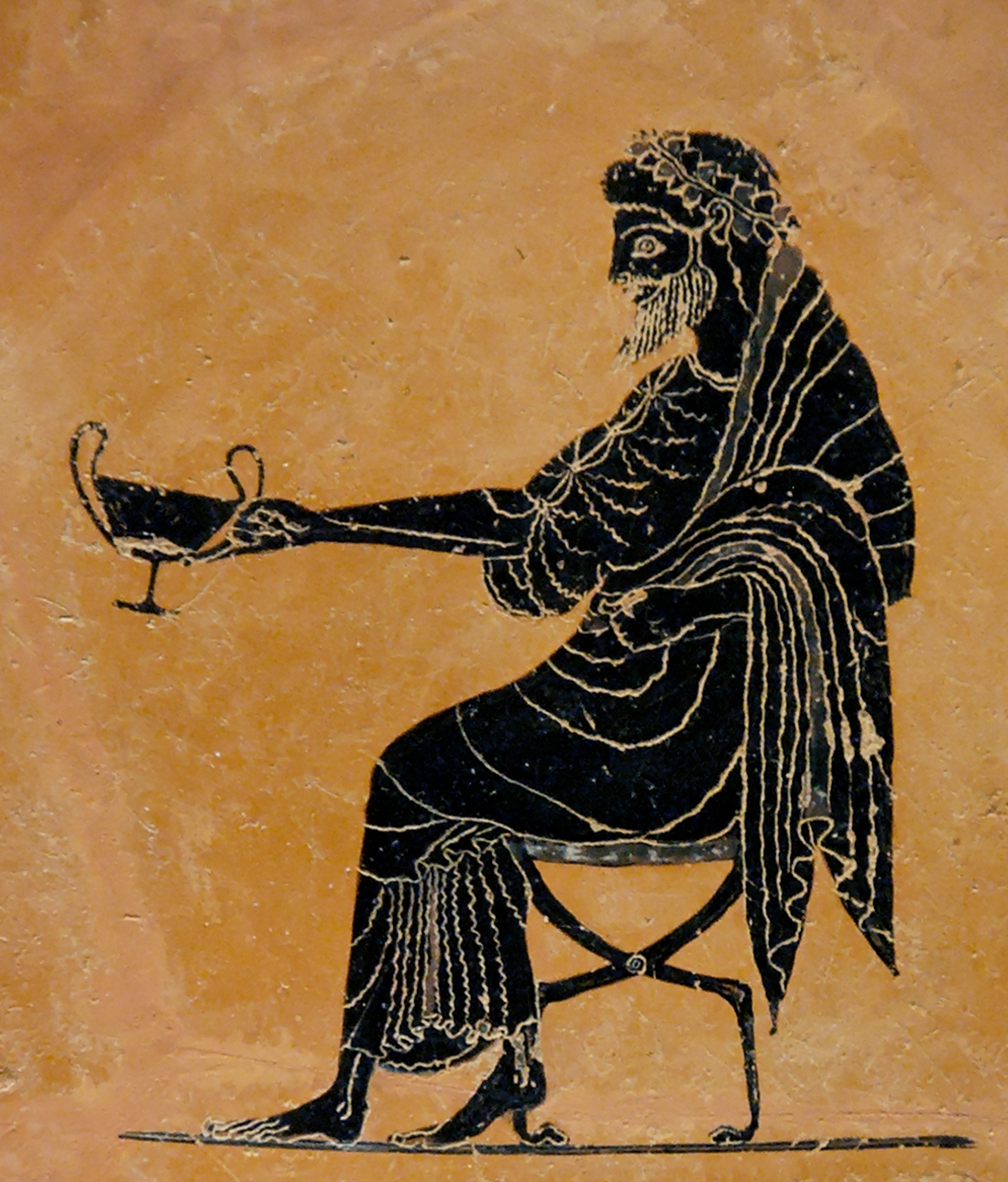
Dionysos tenant un canthare

Un canthare ou kantharos (en grec ancien κάνθαρος / kàntharos, en latin cantharus) est un vase profond pour boire du vin utilisé dans la Grèce antique. Il est caractérisé par deux anses hautes et verticales.

## Histoire

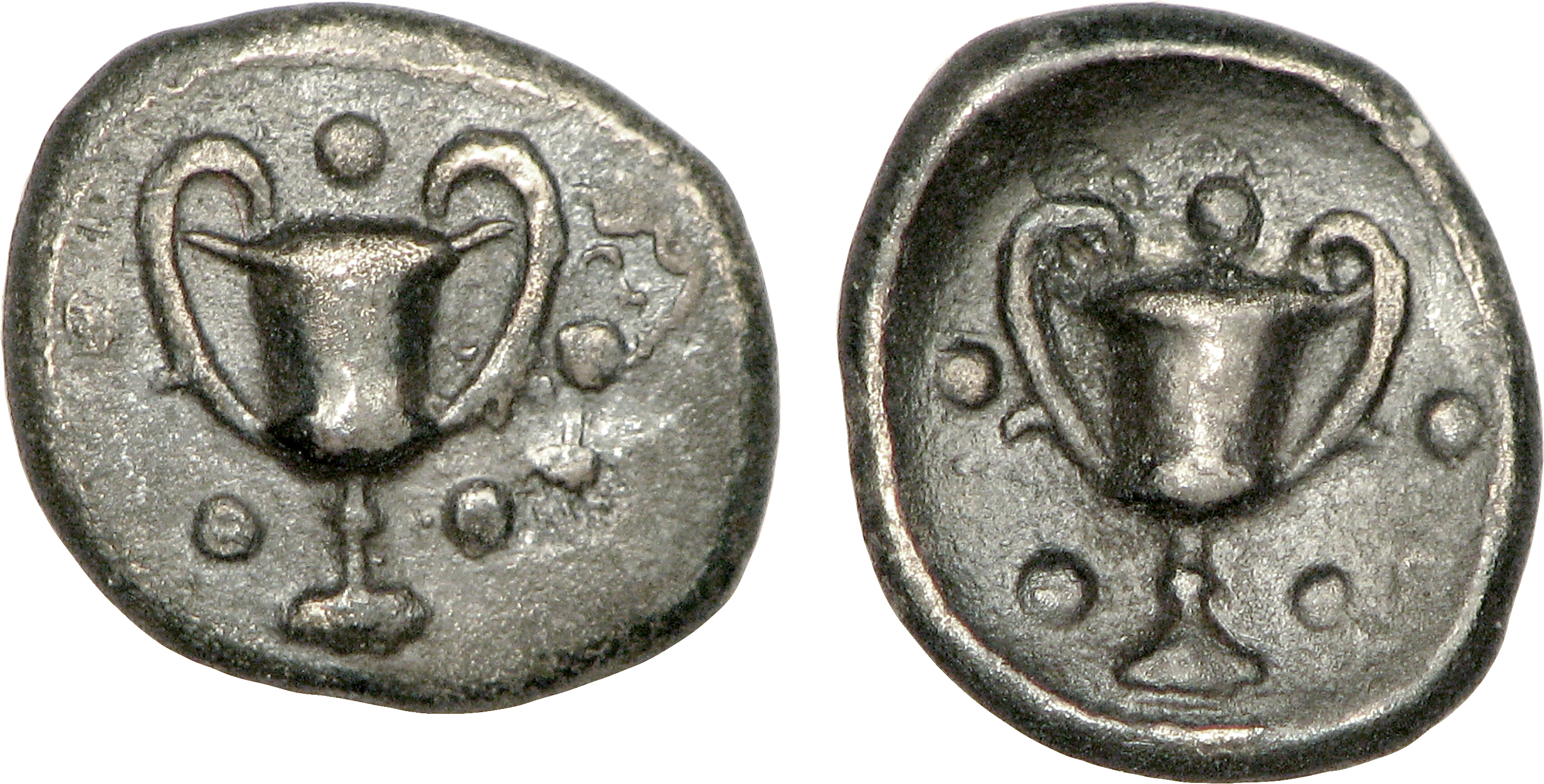
Obole en argent représentant des canthares

Le canthare peut être rehaussé d’un pied, plus ou moins haut. Dans certains cas, il présente un corps avec une forme particulière (figure humaine).
La forme était fréquente dans la céramique étrusque, en terre noire typique, à la fin du VIIe siècle av. J.-C. C'est d'ailleurs au vase étrusque qu'il faut faire remonter le canthare, plutôt qu'à un autre vase, improprement appelé ainsi, qui existait avant lui en Grèce.
Le canthare se distingue du kylix, dont les anses sont petites et horizontales, et du carchesion, orné d'« anses sveltes qui descendaient du bord jusqu'au bas »,.
On trouve souvent des canthares dans l'iconographie des rituels initiatiques du culte de Dionysos, dont il est un attribut. Le dieu lui-même avait inventé le vase, et personne, même pas Héraclès (au culte duquel il est parfois aussi associé), ne pouvait le vider. Une seule goutte du vin sans pareil qu'il contenait pouvait enivrer un homme, sans aucun des effets désagréables de l'alcool.
La forme du canthare fut reprise par les Romains et utilisée aussi pour les vasques d’ablutions dans les atriums des basiliques paléochrétiennes et comme lampe d’église suspendue.

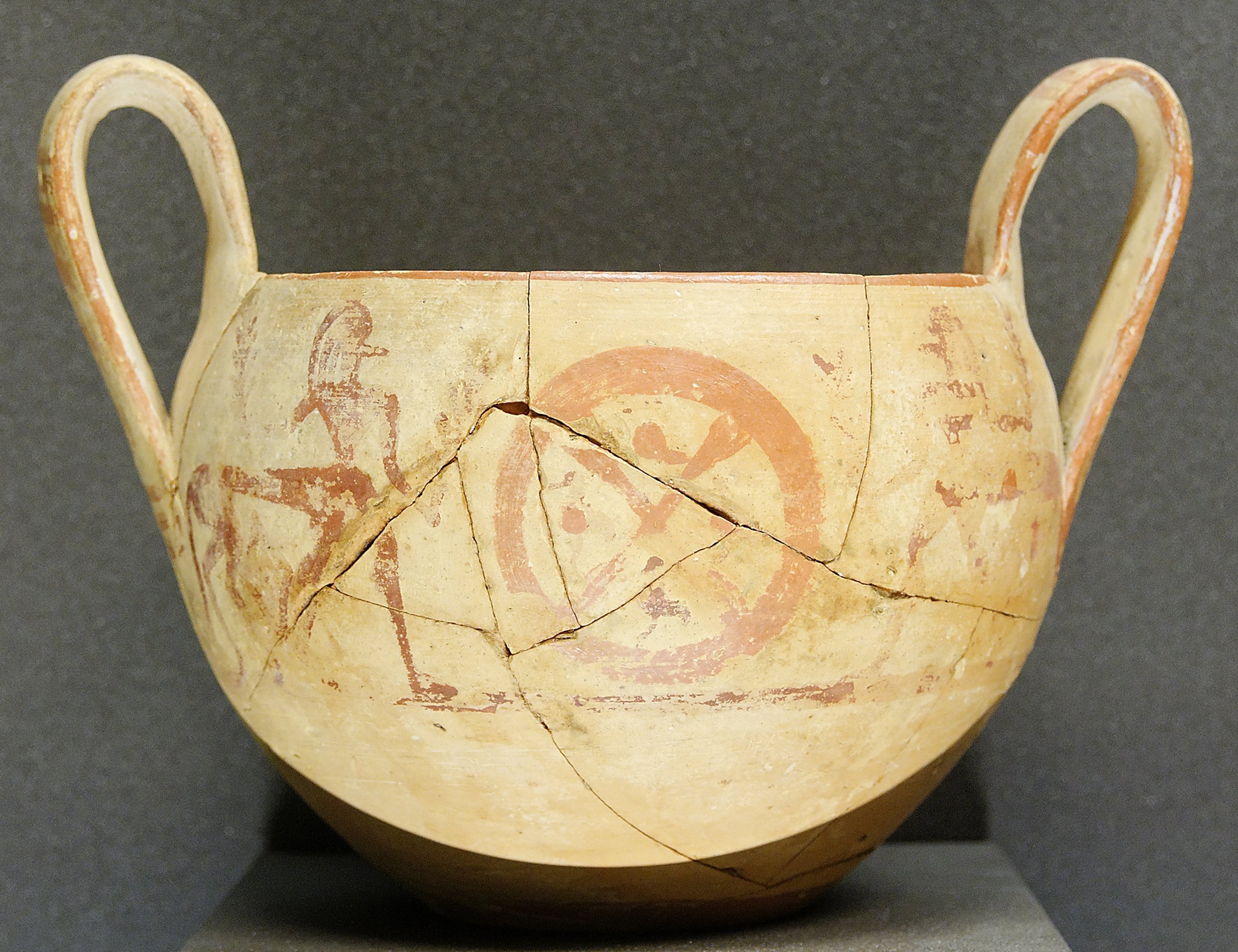
Canthare attique découvert en Béotie, v. 725-700, Louvre
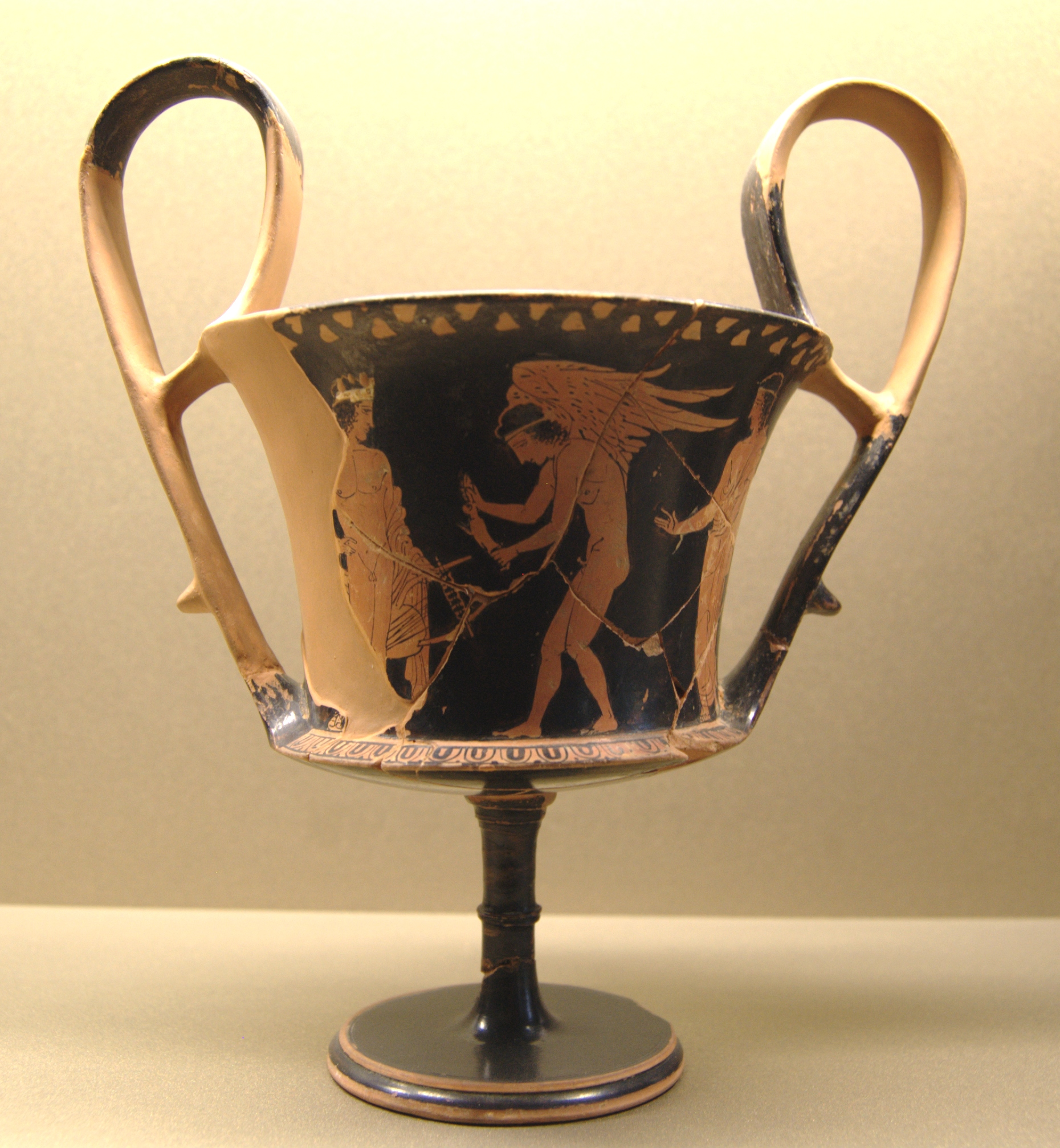
Canthare sur pied haut
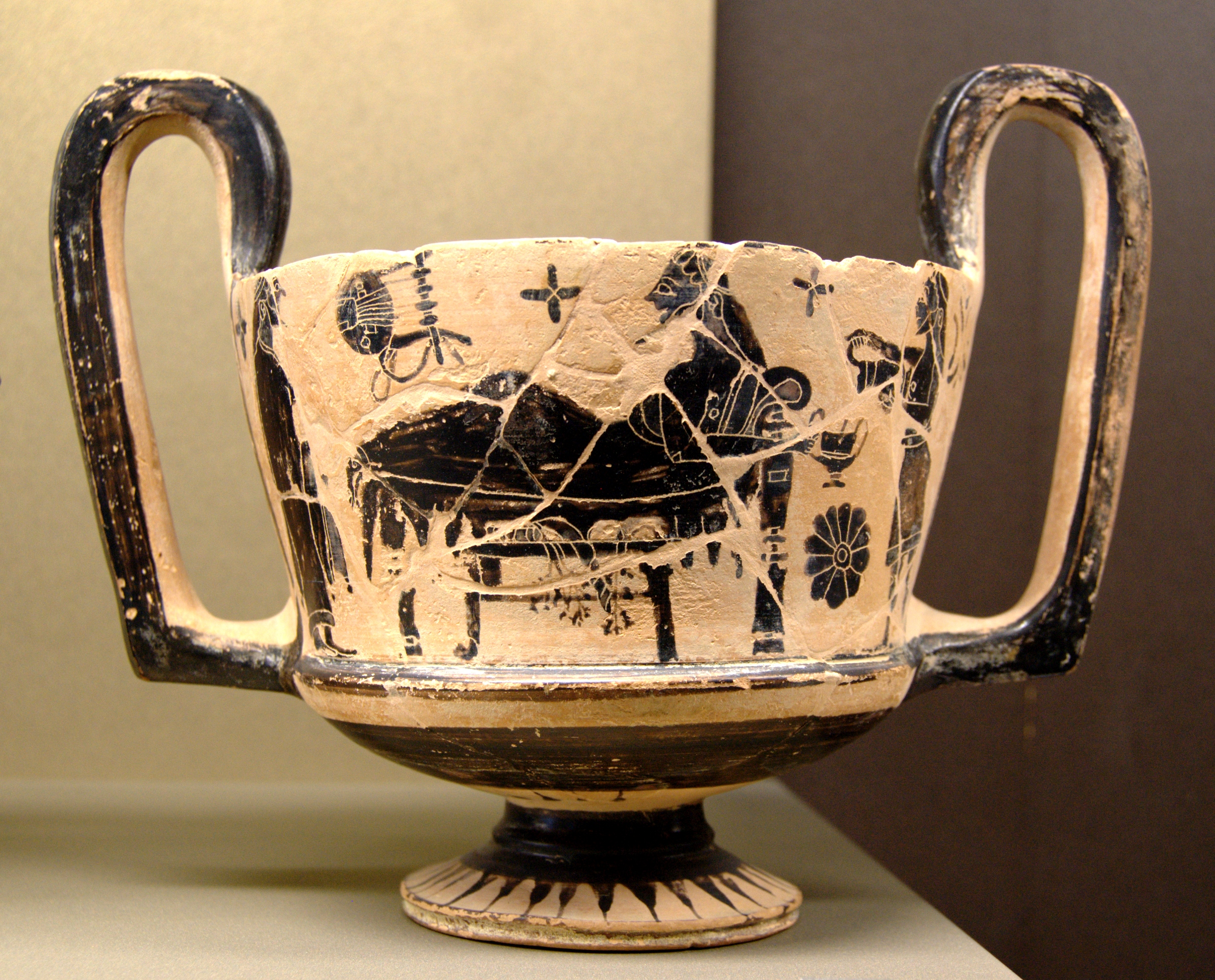
Canthare sur pied bas
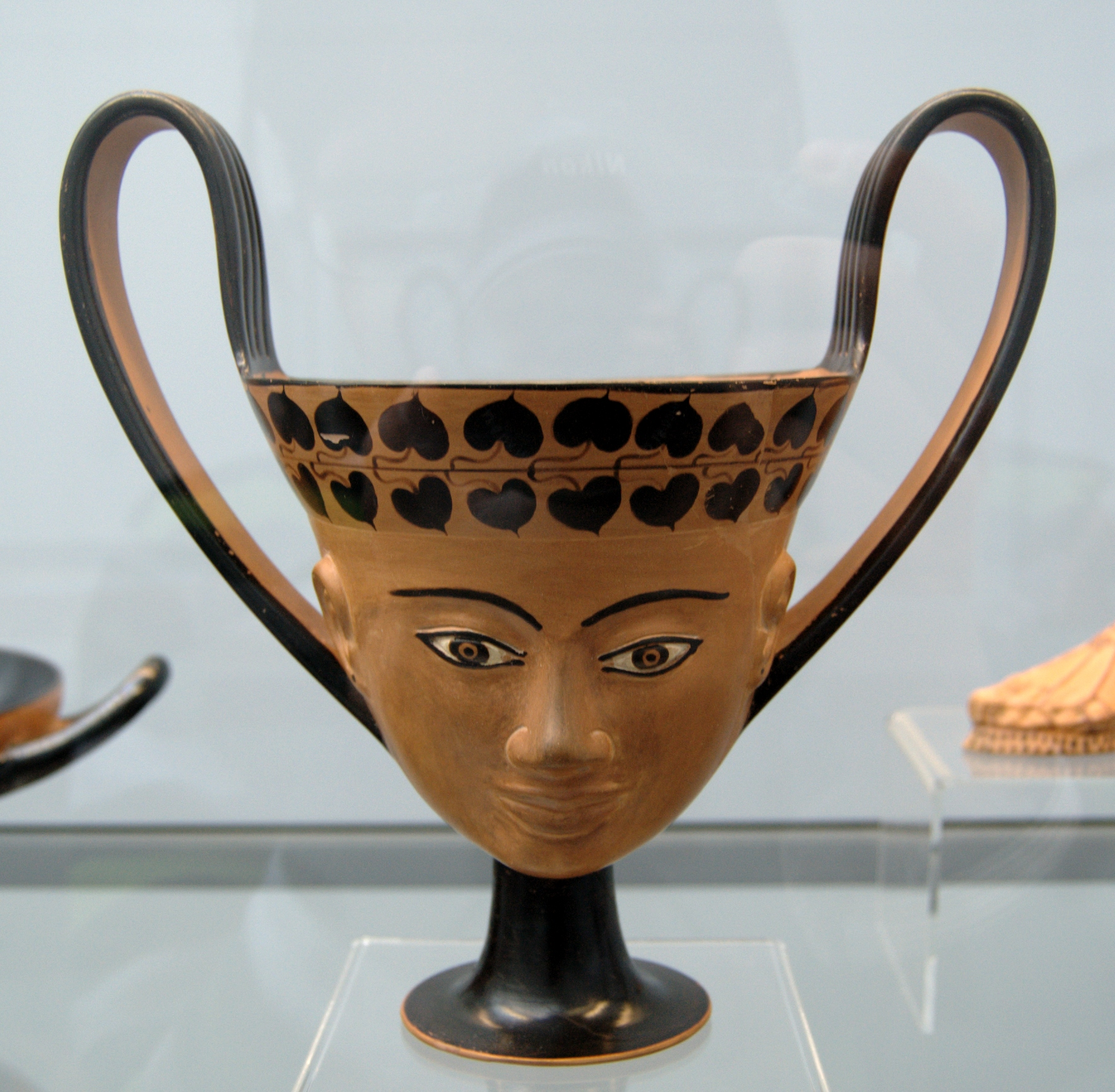
Canthare janiforme
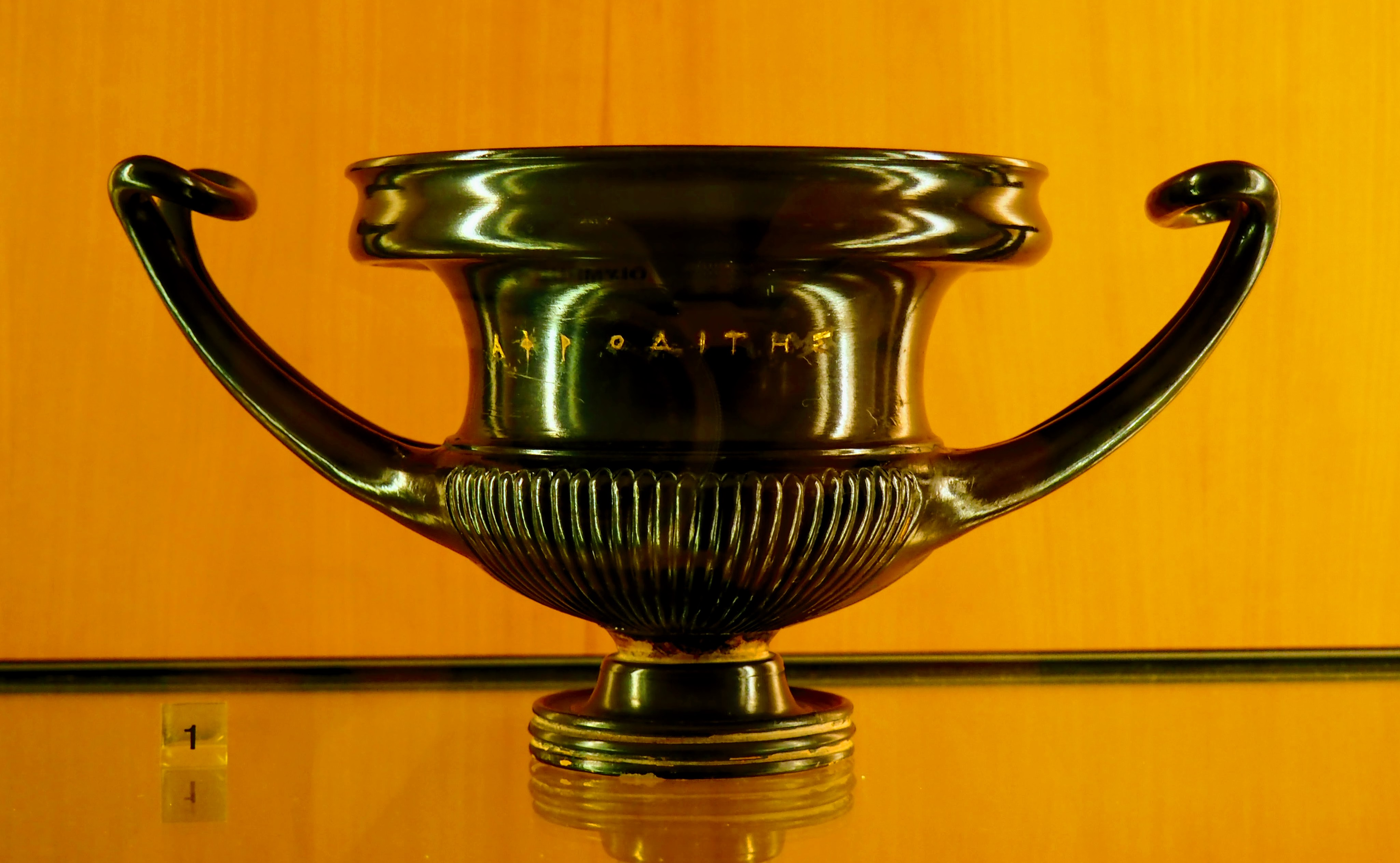
Canthare attique « à Aphrodite » IVe siècle av. J.-C.

## Copie de canthares
De rares copies de canthares en céramique grise monochrome ont été découvertes en divers sites de Gaule du sud (oppidum du Malpas à Soyons).